# 沿沟草
沿沟草（学名：Catabrosa aquatica），为禾本科沿沟草属下的一个植物种。